# Notiothops huaquen
Notiothops huaquen is een spinnensoort uit de familie Palpimanidae. De soort komt voor in Chili.